# R&R (藤井フミヤのアルバム)
『R&R』（ロックンロール）は、藤井フミヤの2枚目のアルバム。1995年6月7日にポニーキャニオンからリリースされた。

## 概要
前作『エンジェル』から約1年2ヶ月ぶりとなるアルバム。作詞・作曲・編曲の表記はローマ字で、「FUMIYA FUJII」、「MASAMI TSUCHIYA」、「KYOHEI TSUTSUMI」などのようになっている。オリコンチャート2位を獲得。

## 収録曲
全作詞・作曲（特記以外）：藤井フミヤ，編曲：KUDO・辻剛（特記以外）
1. Sweet Sea Side
作曲：土屋昌巳　編曲：KUDO
2. タイムマシーン
作曲：筒美京平
6thシングル曲。
3. Tokyo Runaway Blues
作曲・編曲：布袋寅泰
4. ストレイキャット
作曲・編曲：土屋昌巳
5. TWO PUNKS
作詞・作曲：森山達也
THE MODSのカバー。
6. DAYS
編曲：KUDO
5thシングル曲。
7. 紙飛行機
作曲：CHAR
8. Little Sky （album-mix version）
9. マリア
作曲：浅井健一
10. P.S.マリア
作曲：藤井フミヤ・KUDO・辻剛